# Eintänzer
Eintänzer bzw. Taxi-Tanzpartnerinnen sind professionelle Tänzer oder Tänzerinnen, die für Tanzschulen oder sonstige Veranstalter arbeiten, wo sie bei Tanzveranstaltungen die gegengeschlechtlichen Gäste zum Tanz aufzufordern haben.
Die auch als Taxi-Tanzpartner bezeichnete Tätigkeit kam nach dem Ende des Ersten Weltkriegs in Europa auf, wo insbesondere Männer als Eintänzer arbeiteten. In Europa erlebten Eintänzer  ihre Blütezeit in der Zwischenkriegszeit, nach dem endgültigen Machtverlust der Aristokratie  (vgl. Standesgrenzen).
In Österreich bezeichnet man heutzutage mit „Eintänzer“ (meist in der Mehrzahl gebraucht) jugendliche Tanzschulbesucher, die als Mitglieder einer Tanzformation die zahlreichen Ballveranstaltungen in der Faschingszeit eröffnen.
In Nordamerika verwendet man den Begriff taxi dancer oder auch hostess dancer. Es waren in der Regel Frauen, die ab ca. 1920 in sogenannten Taxi Dance Halls ihren Lebensunterhalt als Taxi-Tanzpartnerinnen männlicher Kundschaft verdienten. Je nach Geschäftsmodell wurden die Damen pro Tanz bezahlt.

## Historische Bedeutung
Die Blütezeit der männlichen Eintänzer waren die Jahre nach 1918, als sich viele aus der Armee entlassene Offiziere auf diese Art ihren Lebensunterhalt verdienen mussten, weil sie nur eine militärische Ausbildung besaßen und keinen Einstieg in ein neues Berufsfeld finden konnten. Da sie sich aber ausgezeichnet zu benehmen wussten und elegante Kleidung tragen konnten, waren sie bei den Lokalbetreibern wie bei den Damen geschätzt. Nach dem Ersten Weltkrieg war ein Männermangel bzw. Frauenüberschuss zu verzeichnen, der sich natürlich auch auf die Auswahl an Männern in Tanzkursen auswirkte.
In die Musikgeschichte ist diese Situation durch diverse Schlager eingegangen, unter anderem Schöner Gigolo, armer Gigolo (Text: Julius Brammer, Musik: Leonello Casucci, 1929) und Lieber kleiner Eintänzer (Willy Rosen / Robert Gilbert), gespielt von Julian Fuhs und seinem Orchester, Gesang: Leo Monosson, aufgenommen auf Ultraphon A 687 (mx. 15478) am 22. Oktober 1930 sowie von Marek Weber mit seinem Orchester auf Electrola EG 2131 (mx. BD 9249) vom 6. November 1930; beide Aufnahmen wurden in Berlin gemacht.
Manche verarmte Aristokraten betätigten sich als Eintänzer, wie es der österreichische Film Seine Hoheit, der Eintänzer (1927) mit Anny Ondra zum Drehbuch von Walter Reisch nachempfindet. Die Macht über einen Mann, der als Offizier oder Aristokrat früher eine für sie quasi unerreichbare Autorität gewesen war, war es, was die Kundinnen reizte. Umgekehrt konnten in dieser Funktion bürgerliche Männer mit Aristokraten in Konkurrenz treten oder sich, was häufig geschah (zumal die Identität der Eintänzer zumeist ein wohlbehütetes Geheimnis blieb und nur gerüchteweise verbreitet wurde), als solche ausgeben.
Auch der Filmregisseur Billy Wilder betätigte sich von Okt. bis Dez. 1926 als „Eintänzer“ (offiziell: „Gesellschaftstänzer“) in Berlin im Eden-Hotel. Im Januar 1927 schrieb er darüber eine Fortsetzungsreportage in der BZ am Mittag: Herr Ober, bitte einen Tänzer. Aus dem Leben eines Eintänzers. Daraus zitiert und um spätere interessante wie amüsante Erinnerungen Wilders über diese Zeit und Tätigkeit ergänzt Hellmuth Karasek in Billy Wilder, Hamburg, 1992, S. 58–63.

## Aktuelle Formen
Unterschiedliche Plattformen bieten den Kontakt zu Taxitänzern und Taxitänzerinnen mittlerweile auch über das Internet an. Je nach Anbieter findet die Vermittlung entweder direkt statt, oder Veranstalter von Tanzveranstaltungen, Privatpersonen oder auch Betreiber von Tanzlokalen können die gelisteten Tänzer und Tänzerinnen bei Interesse direkt kontaktieren.
Eine Variante des männlichen Eintänzers ist der tanzversierte Begleiter von Kreuzfahrten, der für die Unterhaltung von allein reisende Damen an Bord von Luxuslinern zuständig ist. Als Gentleman Hosts oder Distinguished Gents werden dort Herren bezeichnet, die im Auftrag der Reederei die weiblichen Gäste zum Tanz auffordern bzw. auch anderweitig unterhalten, z. B. durch musikalische Darbietungen oder Spaziergänge. Das typische Alter eines Gentleman Hosts liegt dabei, der Zielgruppe angemessen, zwischen 45 und 72 Jahren. Als Entlohnung für ihre Tätigkeit erhalten die Gentleman Hosts in der Regel die Kreuzfahrt kostenlos oder zu einem sehr niedrigen Fahrpreis.
In der Regel müssen Gentleman Hosts unverheiratet sein, außerdem unterliegen sie einem Dresscode und müssen vertraglich festgelegte Regeln befolgen. Sie dürfen z. B. nur dreimal pro Abend mit derselben Passagierin tanzen. Rauchen ist unerwünscht, Trinken nur sehr zurückhaltend. Ein verheimlichter Ehestand, Glücksspiele mit finanziellem Hintergrund oder intime Beziehungen zu den weiblichen Gästen sind Grund für eine Kündigung.

## Gigolo
Im Deutschen hatte das Wort Gigolo (von Französisch gigoter, „herumzappeln; tanzen“) im Laufe der Zeit wechselnde Bedeutungen. In den 1920er Jahren war es eine weniger abwertende, eher mitleidige Bezeichnung für einen Eintänzer. Später nannte man Gigolo einen Mann, der sich übertrieben modisch kleidete und verhielt.
Im Englischen wird heute (2007) gigolo unabhängig von einer konkreten Dienstleistung ein Mann bezeichnet, der sich von Geliebten aushalten lässt (siehe auch Männliche Prostitution). Ein solcher Gigolo ist etwa John O’Haras mehrmals dramatisierter und verfilmter Romanheld Pal Joey (1939), wogegen sich der von Richard Gere gespielte American Gigolo aus dem Jahr 1980 schlicht prostituiert.

## Filme
- The Taxi Dancer, US-Stummfilm, 1927 mit Joan Crawford in ihrer ersten Hauptrolle als Taxi-Tanzpartnerin

- Der Tiger von New York amerikanischer Film Noir, 1955, zweite Regiearbeit des damals 26-jährigen Stanley Kubrick, Boxer verliebt sich in Taxitänzerin, dargestellt von Irene Kane

- Entscheidung in der Sierra, 1941, amerikanischer Film Noir von Raoul Walsh mit der späteren Regisseurin Ida Lupino als Taxi-Tanzpartnerin

- Angelockt, 1947, amerikanische Kriminalkomödie von Douglas Sirk mit Lucille Ball in der Hauptrolle

- Zwei in einem Zimmer, 1960, US-Spielfilm von Robert Mulligan mit Tony Curtis und Debbie Reynolds, die in einer Taxi Dance Hall arbeitet

- Sweet Charity, 1969, amerikanische Musicalverfilmung von Bob Fosse mit Shirley MacLaine als bezahlter Tanzpartnerin

- Schöner Gigolo, armer Gigolo. Spielfilm Deutschland 1978. Regie: David Hemmings. Drehbuch von Ennio De Concini und Joshua Sinclair. Mit David Bowie, Maria Schell, Curd Jürgens, Marlene Dietrich, Erika Pluhar u. a.

- Tango gefällig?, 1997, amerikanische Filmkomödie mit Walter Matthau und Jack Lemmon als Eintänzern

- The White Countess, 2005 britisch-amerikanisch-chinesisches Filmdrama von James Ivory, in dem  Natasha Richardson als Gräfin Sofia Belinskaja in einer Taxi Dance Hall im Shanghai der 1930er Jahre arbeitet

- Die letzten Gigolos, Deutscher Dokumentarfilm, 2014, von Stephan Bergmann

- Ich war noch niemals in New York, 2019, deutsch-österreichischer Spielfilm mit Uwe Ochsenknecht als Eintänzer Otto

Für die ZDF-Serie ZDF-„Traumschiff“-Folge Rio de Janeiro (2007) stellte Harald Schmidt in seiner Gastrolle einen Gentleman Host dar, dessen verheimlichte Ehefrau unversehens vor ihm steht und die Reise mitmacht.